# Santo Tomé de Zabarcos (kommunhuvudort)
Santo Tomé de Zabarcos är en kommunhuvudort i Spanien.   Den ligger i provinsen Provincia de Ávila och regionen Kastilien och Leon, i den centrala delen av landet, 110 km väster om huvudstaden Madrid. Santo Tomé de Zabarcos ligger 959 meter över havet och antalet invånare är 112.
Terrängen runt Santo Tomé de Zabarcos är platt åt nordost, men åt sydväst är den kuperad. Runt Santo Tomé de Zabarcos är det mycket glesbefolkat, med 3 invånare per kvadratkilometer. Närmaste större samhälle är San Pedro del Arroyo, 3,7 km öster om Santo Tomé de Zabarcos. Trakten runt Santo Tomé de Zabarcos består till största delen av jordbruksmark.